# Choltická obora
Choltická obora je přírodní rezervace západně od městyse Choltice v okrese Pardubice. Oblast spravuje Agentura ochrany přírody a krajiny ČR. Nařízením Pardubického kraje č. 2/2013 z 22. srpna 2013 došlo k novému zřízení rezervace (za současného zrušení původní vyhlášky č. 25 Okresního úřadu Pardubice ze dne 2. listopadu 1992).
Důvodem ochrany jsou přirozené lesní porosty parkového charakteru s monumentálními věkovitými jedinci dřevin, výskytem ohrožených druhů živočichů, zejména páchníka hnědého (Osmoderma eremita) a dalších saproxylických druhů hmyzu, kuňky obecné (Bombina bombina) a dalších obojživelníků, letounů a ptáků. Po roce 1945 se hospodaření omezilo na nejnutnější výchovné zásahy s cílem zachování přirozeného vývoje. Jde o ekologicky pestré a morfologicky členěné území s miniaturním kaňonem potoka, s hnízdištěm vodního ptactva a naleziště cenné entomofauny.

## Lokalita

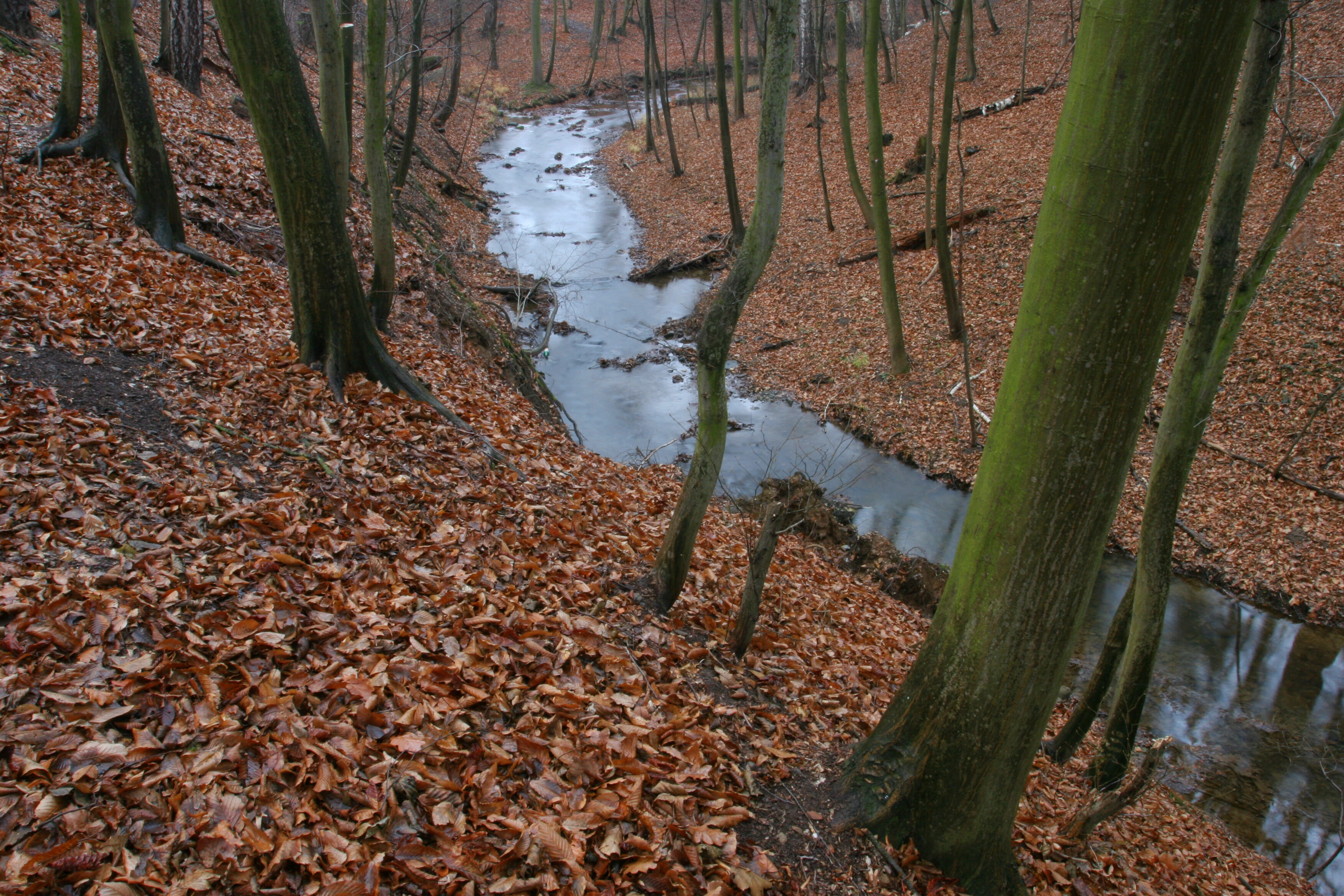
Koryto potoka Struha protékajícího Choltickou oborou

Choltická obora leží v podhůří Železných hor mezi obcemi Choltice a Chrtníky, asi 7 km jihovýchodně od města Přelouč. Jedná se o oboru navazující na přírodně krajinářský zámecký park, jehož nynější podoba pochází z 1. poloviny 19. století. Zámecký park je bohatý na druhy stromů, roste tu asi 26 druhů jehličnanů a 70 druhů listnáčů. Oborou protéká potok Struha, který napájí soustavu 3 rybníků – Chrtnický rybník, Červený rybník a Zrcadlo. Krom nich se v oboře nachází menší vodní nádrž Klicerda a soustava starých studní. Park i obora jsou oblíbeny místními obyvateli a využívány k rekreaci.

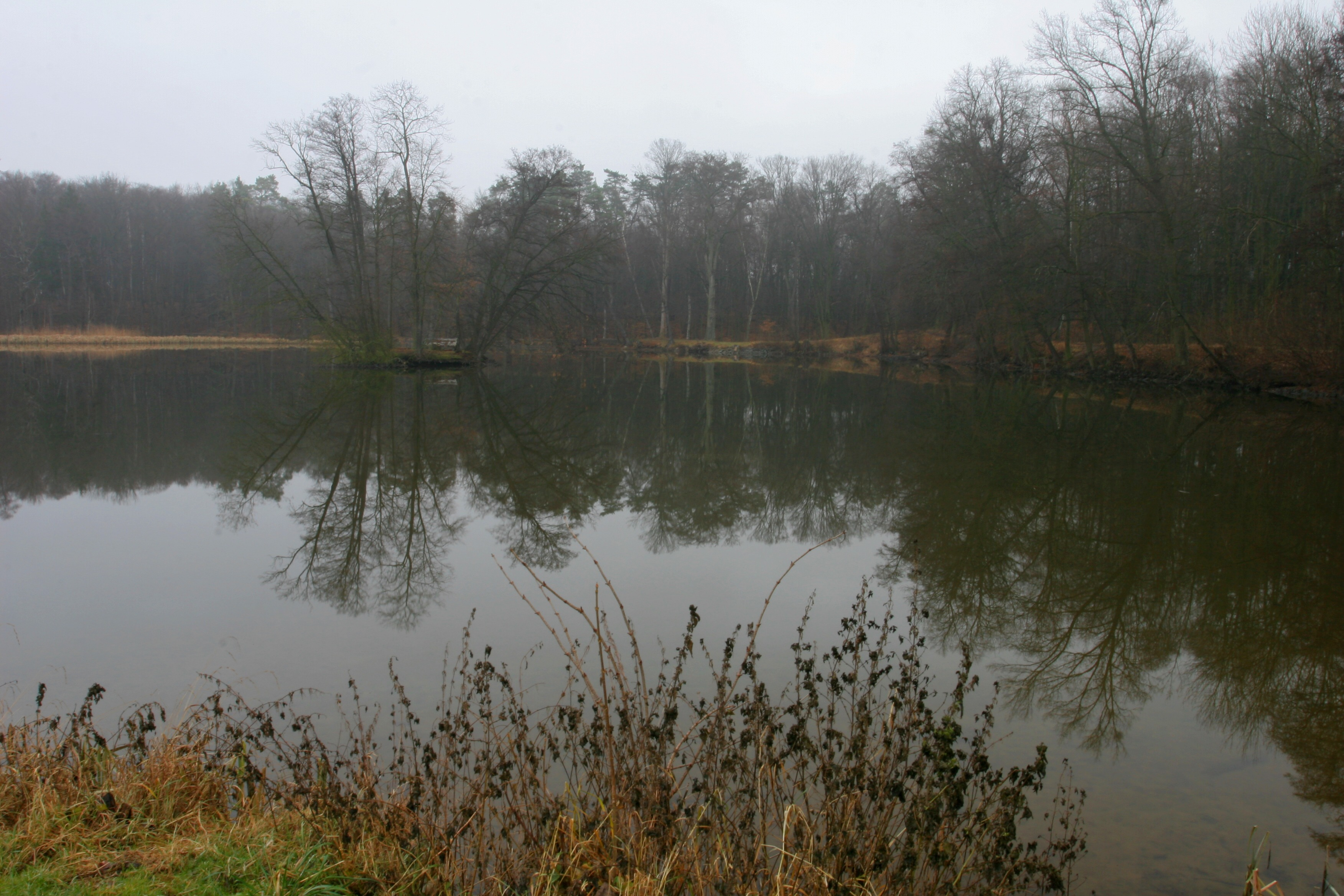
Chrtnický rybník

## Historie
V sousedství budovy zámku vznikla pravděpodobně na konci 13. nebo na začátku 14. století tvrz, poprvé písemně doložená v roce 1379. Přestavba na zámek proběhla patrně v druhé půli 16. století. Za třicetileté války, v letech 1633–1634, byl objekt pleněn střídavě císařskými a švédskými vojsky. Romedius Konstantin Thun nechal zbytky chátrajících budov zbořit a v jejich těsném sousedství vystavěl mezi lety 1683 a 1707 zámek nový.

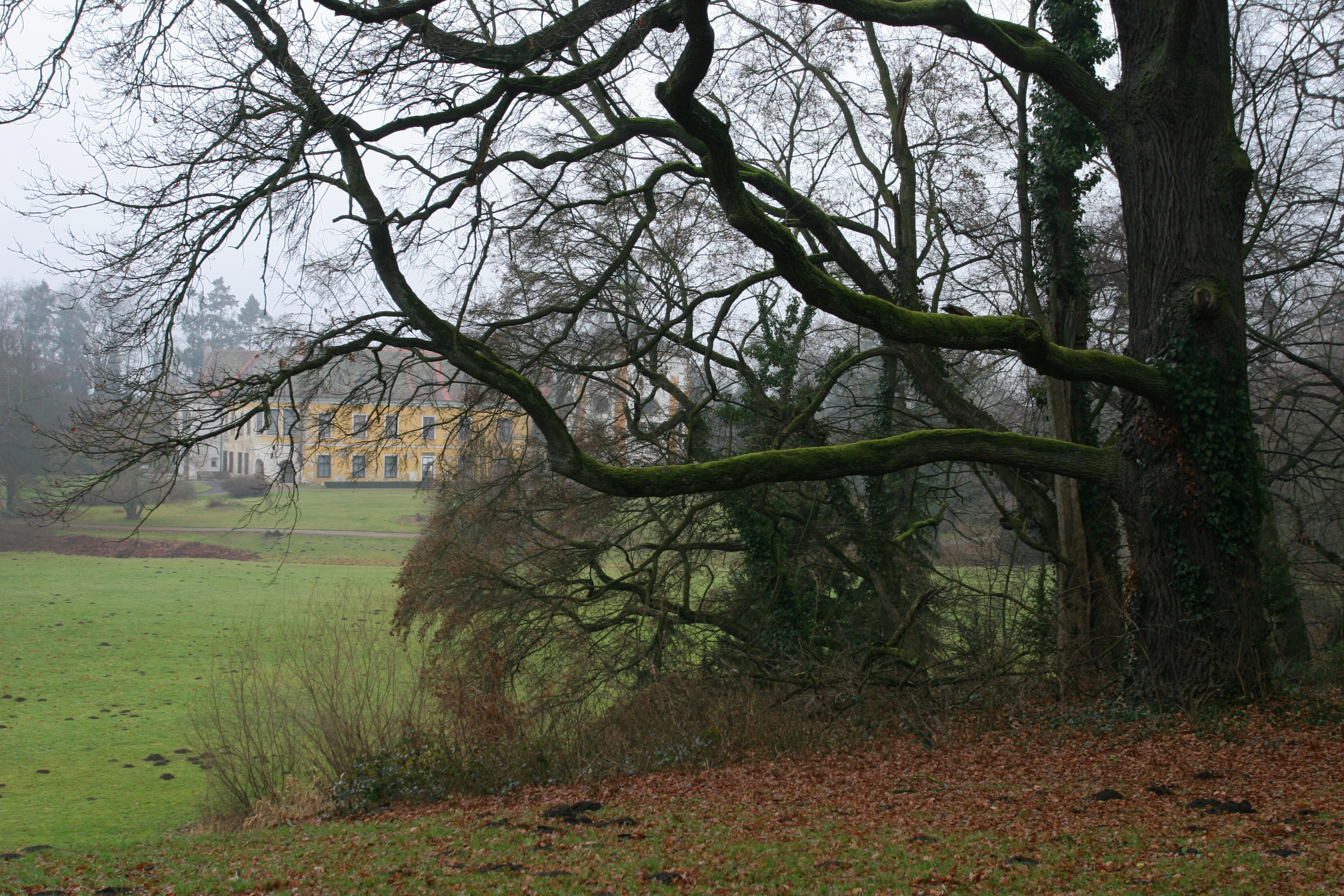
Průhled z parku na choltický zámek

Již od dob Geršoftů (16. století) existují zmínky o zdejší oboře. Roku 1623 se tu chovalo 40 kusů jelenů, za Romedia Konstantina Thuna jich bylo už 150. V roce 1789 je v souvislosti s Choltickou oborou zmiňován i chov daňků. Roku 1945 ale odcházející němečtí vojáci poničili plot, daňkové (asi 100 kusů) utekli a chov oborní zvěře v Choltické oboře tímto skončil. Dříve spásané plochy začaly zmlazovat a nálet listnáčů (především lip, javorů a habru) vyplnil patro pod věkovitými duby.
Po druhé světové válce byly majetky Thunů konfiskovány a zámek i oboru koupil Místní národní výbor Choltice. Začátkem padesátých let pak Krajský národní výbor přidělil zámek Československé tělovýchově a oboru Státním lesům a od té doby byl park bez údržby. Návrh jeho obnovy zpracoval až v letech 1972-73 Ing. Květoslav Vaněk ze Stavoprojektu Pardubice. Uvolnil se tak centrální průhled a hlavní vyhlídky na zajímavé části parku, došlo k probírkám a novým doplňujícím výsadbám, vyčištění rybníků, obnově trávníkových ploch, cest, mostků a nové úpravě nádvoří před zámkem.
Nařízením Pardubického kraje č. 2/2013 z 22. srpna 2013 došlo k novému zřízení rezervace (za současného zrušení původní vyhlášky č. 25 Okresního úřadu Pardubice ze dne 2. listopadu 1992).

## Přírodní poměry

### Geologie
Podkladem jsou svrchnokřídové slínovce a vápnité nebo silicifikované jílovce spodního turonu, překryté holocenními povodňovými naplaveninami. 

### Lesnictví

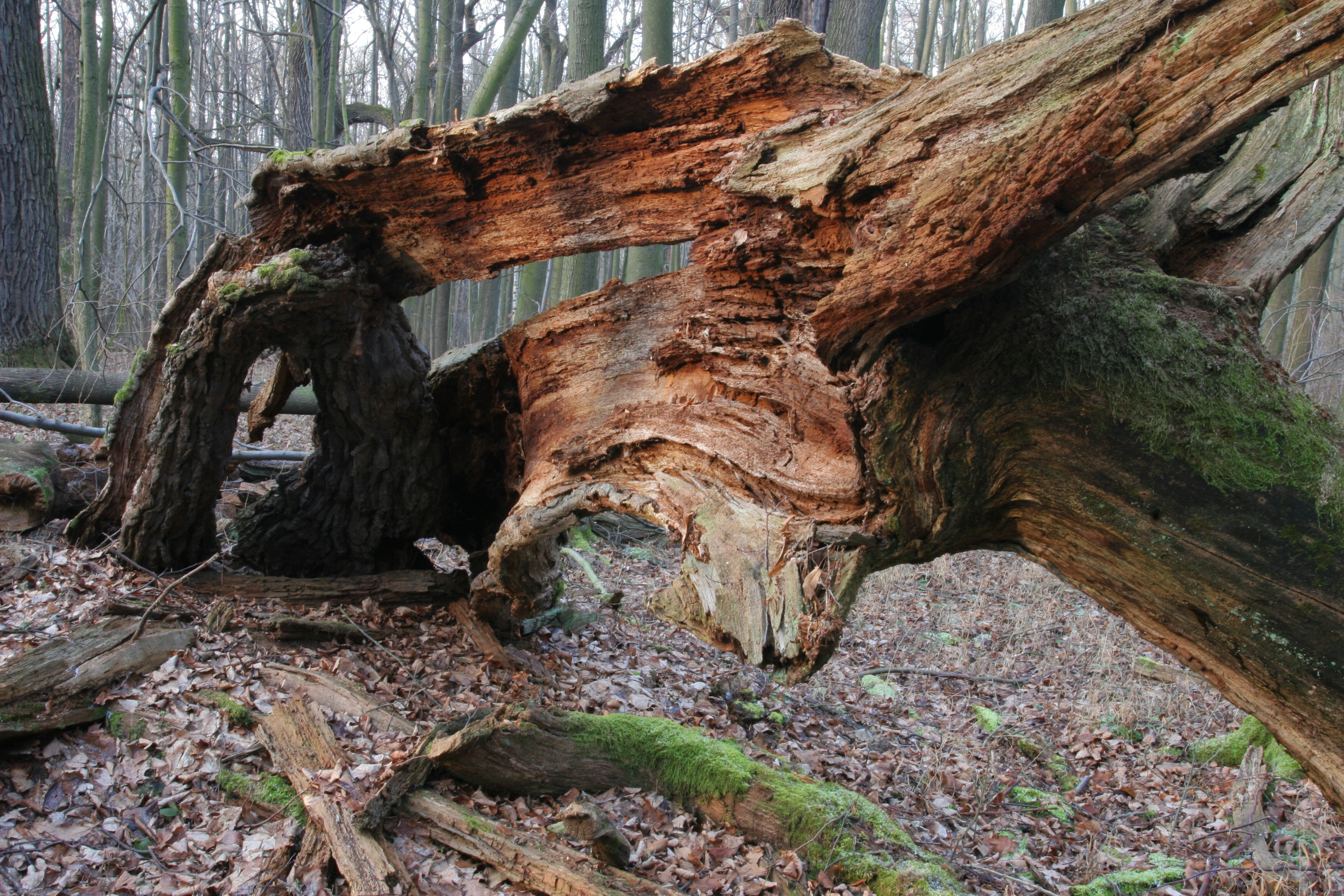
Trouchnivějící torzo starého stromu

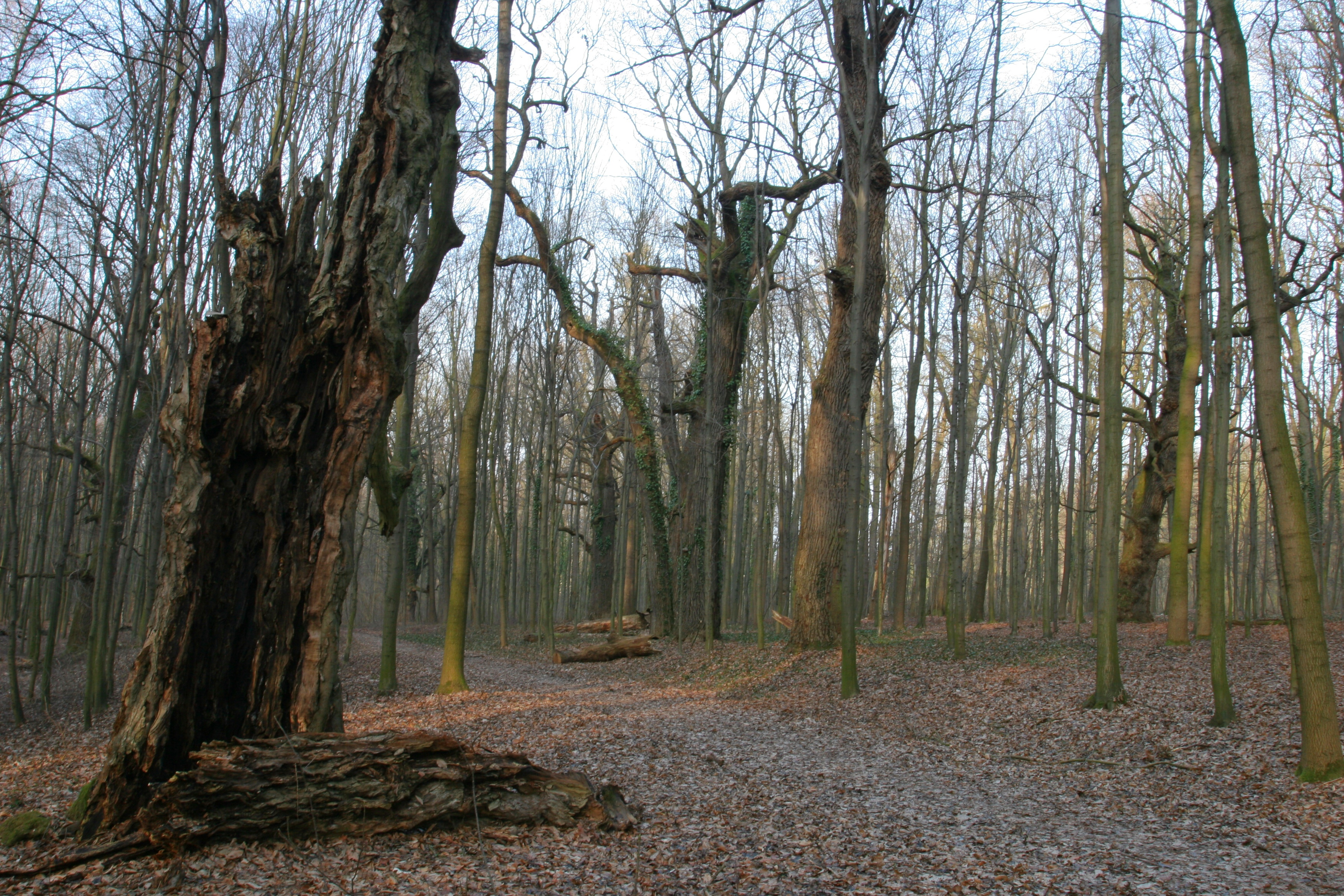
Choltická obora s věkovitými jedinci

Lesní porosty mají přirozené druhové složení, parkový charakter a na zámecký park volně navazují. Asi 60% luh tvoří druhově nepříliš nasycené dubohabřiny (as. Melampyro nemorosi-Carpinetum), 8% pak tvrdý luh (as. Querco-Ulmetum) rozkládající se v okolí potoka a rybníků. V oboře se vyskytují věkovití jedinci – především dubu letního, dále buku lesního a jasanu ztepilého.Nejmohutnější torzo má v obvodu 8,6 metru. Padlé kmeny jsou v oboře ponechány a místy má tak charakter pralesa. Mnoho porostů, které byly dle dochovaných dokumentů bezlesých, bylo ponecháno sukcesi a zarostlo různověkou mlazinou.

### Fauna
Koruny a dutiny starých stromů jsou důležitým stanovištěm pro cenné druhy hmyzu. Potvrzen byl výskyt např. páchníka hnědého (Osmoderma eremita), zlatohlávka skvostného (Cetonischema aeruginosa), střevlíků rodu Carabus nebo vzácného kovaříka rezavého (Elater ferrugineus).
V dutinách stromů také hnízdí různé druhy ptáků, např. holub doupňák (Columba oenas), kavka obecná (Corvus monedula), strakapoud malý (Dendrocopus minor), strakapoud prostřední (Dendrocopus medius).
Na rybníky je vázán výskyt obojživelníků. Kromě stabilní populace kuňky obecné (Bombina bombina) tu žijí také ropucha zelená (Bufo viridis), rosnička zelená (Hylla arborea) , skokan zelený (Rana kl. esculenta), skokan štíhlý (Rana dalmatina) a vzácně také čolek obecný (Triturus vulgaris) .
Ze savců se zde pravděpodobně vyskytují kriticky ohrožení vrápenec malý (Rhinolophus hipposideros) a netopýr černý (Barbastella barbastellus). Hojněji pak netopýr hvízdavý (Pipistrelus pipistrelus), netopýr nejmenší (Pipistrelus pygmaeus), netopýr rezavý (Nyctalus noctula) či netopýr vodní (Myotis daubentonii).

### Flóra
V dubohabřinách je výrazný jarní aspekt se sasankou hajní (Anemone nemorosa), sasankou pryskyřníkovou (Anemone ranunculoides), pižmovkou mošusovou (Adoxa moschatelina) a později ptačincem velkokvětým (Stellaria holostea) a konvalinkou vonnou (Convallaria majalis). Chráněné druhy rostlin se v rezervaci nevyskytují. 
Z parku se do obory šíří a zplaňují některé nepůvodní druhy jako například invazní křídlatka japonská (Reynoutria japonica) nebo kolotočník ozdobný (Telekia speciosa). Zajímavý je výskyt houby druhu květnatec Archerův (Clathrus archeri).

## Péče o území

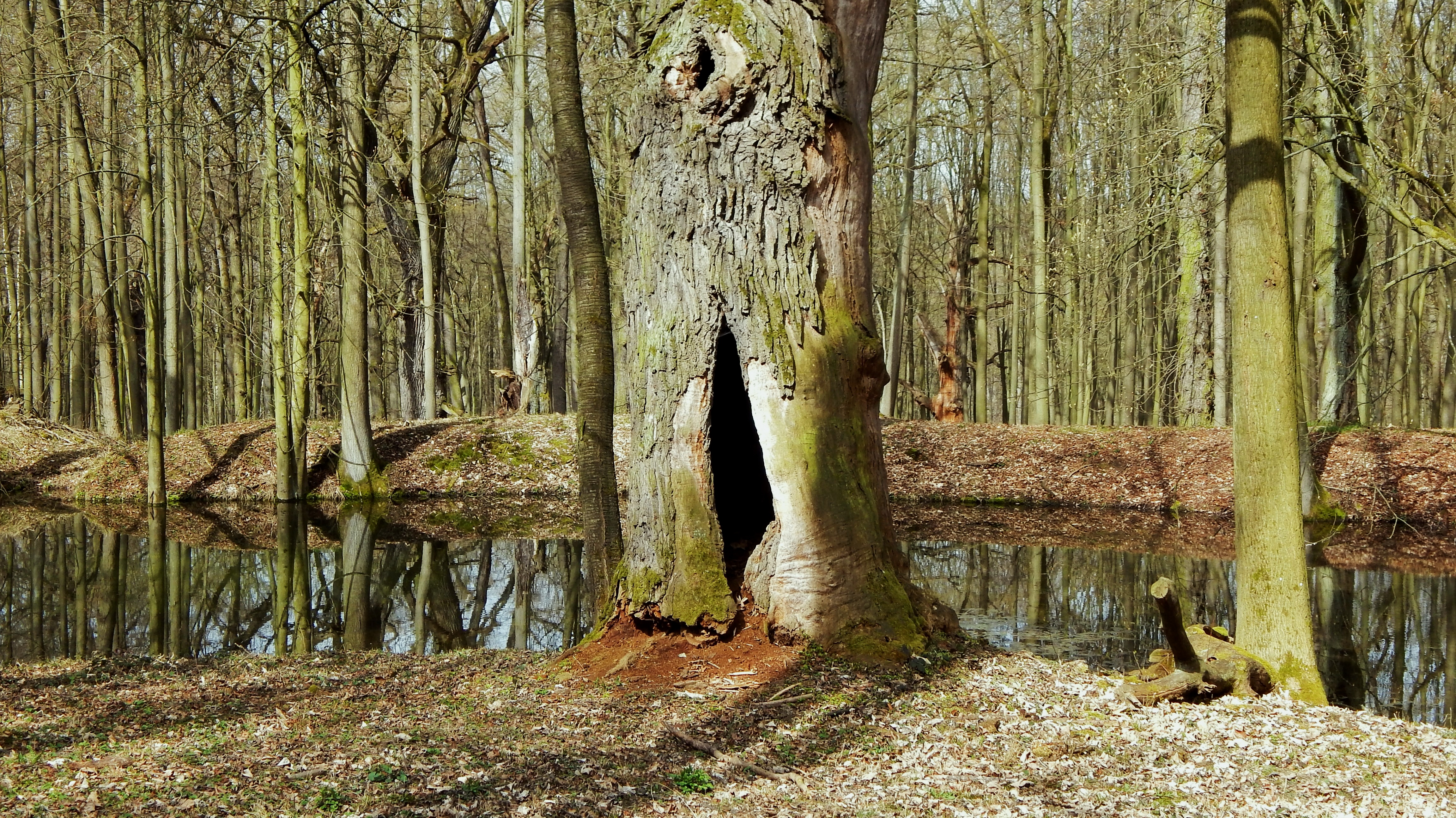
Jezírko v oboře

Cílem péče o území je především udržení vhodných podmínek pro výskyt ohrožených živočichů. Toho lze docílit zachováním a obnovením různých druhů biotopů a stanovišť. Aktuálně je pro území zpracován plán péče na období 2013-2020. Zohlednit je tu třeba zájmy ochrany přírody, obce a památkové ochrany.
Lesní porosty je třeba postupně proklestit, uvolnit a osvětlit tak solitérní jedince a podpořit etážovost porostů. Staré, mrtvé a doupné stromy je důležité ponechat na místě vlastnímu rozpadu, nezpracovávat je. Trouchnivějící dřevo je stanovištěm pro xylofágní hmyz, dutiny stromů pak využívají jako svůj úkryt netopýři, vrápenci a ptáci. Je možné dosazovat solitérní duby, popřípadě i jírovce. Kromě jírovců, jejichž výskyt je v rezervaci vhodný pro rychlou tvorbu dutin, je snahou omezit výskyt nepůvodních druhů dřevin. Nelesní pozemky je třeba pravidelně kosit.
Na Chrtnickém rybníku, Červeném rybníku a rybníku Zrcadlo je nutné odbahnění a oprava hrází. Na Chrtnickém a Červeném rybníku v současné době probíhají práce. Na rybnících se doporučuje pouze extenzivní chov ryb bez přihnojování, přikrmování a používání chemických látek, chov kachen zde z důvodu ochrany obojživelníků doporučen není. Vhodné by pro ně bylo utvoření soustavy mělkých tůní. V oploceném prostoru by bylo možné v oboře chovat několik kusů daňků.